# 한겨레고등학교
한겨레고등학교(한겨레高等學校)는 대한민국 경기도 안성시 죽산면 칠장리에 있는 사립 고등학교이다.

## 학교 연혁
- 2004년 2월 26일 : 교육인적자원부 학교법인 전인학원에 설립의뢰
- 2004년 7월 19일 : 교육인적자원부 북한이탈청소년을 위한 학교 설립 정부정책 확정
- 2005년 7월 11일 : 경기도교육청과 안성교육청으로부터 학교(일반학교) 설립인가
- 2006년 1월 25일 : 특성화중,고등학교 자율학교 지정
- 2006년 3월 1일 : 개교식
- 2006년 3월 1일 : 초대 박청수 이사장 취임
- 2006년 3월 1일 : 초대 곽종문 교장 취임
- 2007년 2월 14일 : 제1회 졸업식(5명)
- 2018년 12월 28일 : 남북청소년교육문화 연구소 개소
- 2019년 2월 27일 : 한충호(덕천) 제5대 이사장 취임
- 2020년 12월 21일 : 2021학년도 부터 북한이탈주민의 남한출생 자녀 입학 허가(통일부)
- 2021년 9월 1일 : 이진희 제3대 교장 취임
- 2023년 1월 6일 : 제17회 졸업식 (중학교 22명, 누계 395명)
- 2023년 1월 6일 : 제17회 졸업식 (고등학교 23명, 누계 580명)

## 참고 자료
- 한겨레고등학교 - 한국교육학술정보원 학교알리미